# فرودگاه بین‌المللی فو بای
 فرودگاه بین‌المللی فو بای (به انگلیسی: Phu Bai International Airport) (به زبان بومی: Sân bay Quốc tế Phú Bài) یک فرودگاه همگانی با کد یاتا HUI است که یک باند فرود آسفالت دارد و طول باند آن ۲۶۷۵ متر است. این فرودگاه در کشور ویتنام قرار دارد و در ارتفاع ۱۵ متری از سطح دریا واقع شده است.